# Смерть богов. Юлиан Отступник
«Смерть богов. Юлиан Отступник» — роман Д. С. Мережковского, впервые опубликованный в 1895 году на страницах журнала «Северный вестник» (под заголовком «Отверженный») и ставший первым в трилогии «Христос и Антихрист». В центре повествования — история жизни римского императора IV века Флавия Клавдия Юлиана, перед лицом наступающего христианства пытавшегося «возродить реформированное язычество под знаком культа Солнца». Роман, посвящённый противопоставлению «двух правд» — христианской (аскетической) и языческой (плотской) и двух «бездн»: небесной и земной (царство Бога, царство «Зверя»), — заложил основу религиозно-философской концепции Мережковского, по-своему развивавшей и исследовавшей идеи Третьего Завета.
Первый роман трилогии принёс автору известность, причём, прежде всего, европейскую. Литературный критик О. Михайлов отмечал «великолепное знание истории, её красочных реалий и подробностей, драматизм характеров, остроту конфликта», которые позволили Мережковскому «создать повествование незаурядной художественной силы».

## История создания
Д. С. Мережковский начал работу над романом «Юлиан Отступник» летом 1890 года. Важнейшее значение для успешного завершения этого кропотливого, поначалу, в основном, «кабинетного» труда имела (предпринятая на с трудом собранные средства) поездка Мережковских в Европу в 1892 году, с возвращением в Россию морем — через Грецию (Афины) и Турцию (Константинополь) — в Одессу. Поначалу «древняя земля Эллады» разочаровала писателя, который описывал позже «довольно противные лица туземцев, пыль, вонь» и жару, — Азию, но не «…настоящую дикую Азию, а… полукультурную, то есть самую неинтересную». Всё переменилось, когда он увидел священный холм Акрополя.

Я взглянул, увидел все сразу и сразу понял — скалы Акрополя, Парфенон, Пропилеи, и почувствовал то, чего не забуду до самой смерти. В душу хлынула радость того великого освобождения от жизни, которое дает красота. Смешной заботы о деньгах, невыносимой жары, утомления от путешествия, современного, пошленького скептицизма — всего этого как не бывало. И — растерянный, полубезумный — я повторял: «Господи, да что же это такое».
Писатель описывал состояние, близкое к дежавю: «…И странно: как во всех очень важных, единственных обстоятельствах жизни, мне казалось, что я все это уже где-то и когда-то, очень давно, видел и пережил, только не в книгах. Я смотрел и вспоминал. Все было родным и знакомым». Описывая Парфенон, Мережковский противопоставляет его Колизею:

Голубое небо, голубое море и белый мрамор, и солнце, и клекот хищных птиц в полдневной высоте, и шелест сухого, колючего терновника. И что-то строгое и сурово божественное в запустении, но ничего печального, ни следа того уныния, чувства смерти, которое овладевает в кирпичных подземельях палатинского дворца Нерона, в развалинах Колизея. Там — мертвое величие низвергнутой власти. Здесь — живая, вечная красота. Только здесь, первый раз в жизни, я понял, что такое — красота. Я ни о чем не думал, ничего не желал, я не плакал, не радовался, — я был спокоен.
По завершении путешествия супруги окунулись в почти уже привычный для них мир полунищенского существования. «Теперь мы в ужасном, небывалом положении. Мы живем буквально впроголодь вот уже несколько дней и заложили обручальные кольца», — сообщала Гиппиус в одном из писем 1894 года (в одном из следующих замечая, что не может пить прописанный врачами кефир, — нет денег).

### Публикация
Произведение (согласно биографии Д. М. Магомедовой) стало первым в ряду постоянно «отвергаемых, притесняемых цензурой или конфискованных полицией сочинений Мережковского». По воспоминаниям З. Н. Гиппиус, «когда „Юлиан Отступник“ был кончен, приюта ему не оказалось ни в одном русском журнале».
В 1895 году роман (как считалось, «из милости») напечатал «Северный вестник», но и здесь был встречен пренебрежительно. По воспоминаниям Гиппиус, критик А. Л. Волынский «… пришел <к Мережковским> с рукописью, которую брал читать, и почти грубо (может быть, он просто держать себя не умел?) указывал на отмеченные куски: „Это — вон! Вот это тоже вон!“ Чем он свои „вон“ мотивировал — совершенно не помню». В результате роман «Юлиан Отступник», первый в трилогии, появился в «Северном вестнике» в урезанном и местами в искаженном виде.
Мережковский, к которому прочно приклеились модные тогда ярлыки «декадент» и «упадник», смог донести своё произведение до массового читателя, в основном, благодаря поддержке председателя Литературного фонда, одной из самых влиятельных писательских организаций того времени, П. И. Вейнберга, который стал приглашать на свои «вечера» Мережковских. «Надо знать тогдашнюю атмосферу, тогдашнюю публику, „старую“ молодежь, чтобы понять, что со стороны Вейнберга это была действительно дерзость. Примешивая к старикам более молодых, Вейнберг приучал к ним, мало-помалу, публику», — писала З.Гиппиус. Вейнберг был одним из немногих литераторов «старой школы», оценивших первый роман Мережковского. У себя на квартире он устроил чтение глав из «Юлиана», и это сыграло в судьбе романа существенную роль.

## Содержание и основные идеи романа
Роман «Смерть богов. Юлиан Отступник» вводит читателя в мир напряженной борьбы христианства и язычества — в эпоху римского императора Юлиана II Отступника (331—363), пытавшегося в годы своего правления (361—363) восстановить культ богов-олимпийцев. Обречённая на провал попытка императора Юлиана восстановить в Восточной империи эллинское язычество, потеснённое (после миланского эдикта 313 года) христианством, принесла ему прозвище «Апостас» (или «Апостат»: отступник). Предсмертные слова Юлиана: «Ты победил, Галилеянин!» — стали историческим афоризмом.
Как отмечает З. Г. Минц, христианство «в его высших проявлениях, раскрыто в романе как религия абсолютного Добра, на земле не достижимого и от земного отрекающегося», олицетворяемая «непорочной прелестью» умирающей девочки Мирры. Но христиане отвергают реальный мир: они аскетичны и «чужды всему человеческому». В ответ на страстные богохульные проклятия матери юноши-христианина Ювентина: «Будьте прокляты, отнимающие детей у матери… слуги Распятого, ненавидящие жизнь, разрушители всего, что в мире есть святого и великого!» — звучат слова старца Дидима: учеником Христа может стать лишь возненавидевший «отца и мать свою, и жену, и детей, и братьев, и сестер, и самую жизнь свою». Христос и жизнь, по Мережковскому, непримиримы
Мережковский (согласно О. Михайлову) сочувствует своему герою; христианство предстает в романе не утверждением высших принципов духовности, а «…победой злой воли слепой и темной в своем опьянении вседозволенностью толпы». Вера в Спасителя — это религия социальных низов, религия бедных, и в народном восприятии Юлиан предстает не просто Отступником, но Антихристом.
Впоследствии отмечалось, что духовные искания Юлиана были во многом созвучны идеям, которыми на рубеже 1880-1890-х годов увлёкся Мережковский. Император (во всяком случае, в романе), признавая «высокую духовную красоту христианской проповеди», не может принять её, поскольку практическое воплощение заповедей представляется ему отрицанием чувственности и вообще представления о человечности, сформировавшейся в эллинской культуре. 

Трагизм его положения в том, что любой из возможных вариантов выбора между «духовностью» христианства и «плотской» гармонией язычества, по совести, не может принести ему полного удовлетворения. Его идеал — синтез духа и плоти, такое состояние бытия, при котором плотская жизнь была бы одухотворена настолько, что духовные идеалы могли бы беспрепятственно воплощаться в повседневности.
В числе основных идей романа исследователи отмечали следующую: содержание человеческой жизни в истории — страдание, проистекающее от конфликта двух начал: «духовного» и «плотского». Они порождают две системы ценностей: всё, что любит «дух», отрицательно сказывается на «плоти», а все «плотское» ужасает «духовное». Попытки человека сотворить «рай на земле» тщетны: без помощи Творца человек он воистину не может «творить ничего». Решение дилеммы, которое Юлиан бесплодно пытался осуществить на практике (через идеал христианско-языческого синтеза), в каком-то смысле подсказывает ему подруга Арсиноя («…Какой ты враг Ему? Когда твои уста проклинают Распятого, сердце твое жаждет Его. Когда ты борешься против имени Его, — ты ближе к духу Его, чем те, кто мертвыми устами повторяет: Господи, Господи! Вот кто твои враги, а не Он»).
Автор романа признавал, что изначально слишком прямолинейно отнёсся к разработке основных идей, и что его взгляды на них в процессе работы над трилогией менялись:

Когда я начинал трилогию «Христос и Антихрист», мне казалось, что существуют две правды: христианство — правда о небе, и язычество — правда о земле, и в будущем соединении этих двух правд — полнота религиозной истины. Но, кончая, я уже знал, что соединение Христа с Антихристом — кощунственная ложь; я знал, что обе правды — о небе и о земле — уже соединены во Христе Иисусе… Но теперь я также знаю, что мне надо было пройти эту ложь до конца, чтобы увидеть истину.
Позже, как отмечали исследователи, «духовными близнецами» Юлиана в поисках гармонии «духа» и «плоти» «на земле, как на небе» стали все, без исключения, исторические персонажи Мережковского: Леонардо, Пётр I, Александр I, Рылеев, Пестель, Наполеон, Франциск Ассизский, Жанна д’Арк, Августин, Павел, фараон Эхнатон и другие.

### Автобиографические мотивы
Некоторые исследователи отмечали, что в романе «Юлиан Отступник» в скрытой форме воплотились многие подавленные переживания детства Д. С. Мережковского. Известно, что он, с ранних лет обладавший способностью к искренней религиозной экзальтации, очень рано стал осознавать «разделение личной религиозности и официальной церковности». Одно из самых дорогих воспоминаний детства Мережковского — «темный угол с образом, с тихим светом лампадки и никогда не повторявшееся счастье детской молитвы». В то же время он, как сам вспоминал, «в церковь ходить… не очень любил: священники в пышных ризах казались мне страшными».
Именно эти детские переживания, как считает Д. С. Магомедова, выразились в противопоставлении «страшного» образа Христа арианской церкви и Пастыря Доброго. 

Достаточно вспомнить, как нагнетается тема страха при описании церковной службы, в которой участвует юный Юлиан: страшные изображения мучеников и грешников на стенах храма, калеки, бесноватые и юродивые в толпе молящихся, наводящие ужас слова Апокалипсиса и надо всем — «арианский образ Христа — грозный, темный, исхудалый лик в золотом сиянии и диадеме». И лишь в одном углу храма, «в полумраке, где теплилась одна лишь лампада», — мраморный барельеф первых времен христианства и Христос — Пастырь Добрый. И с этим маленьким изображением иных времен для него связан был какой-то далекий, детский сон, который иногда хотел он вспомнить и не мог <…> И Юлиан шептал слово, слышанное от Мардония: «Галилеянин!» .

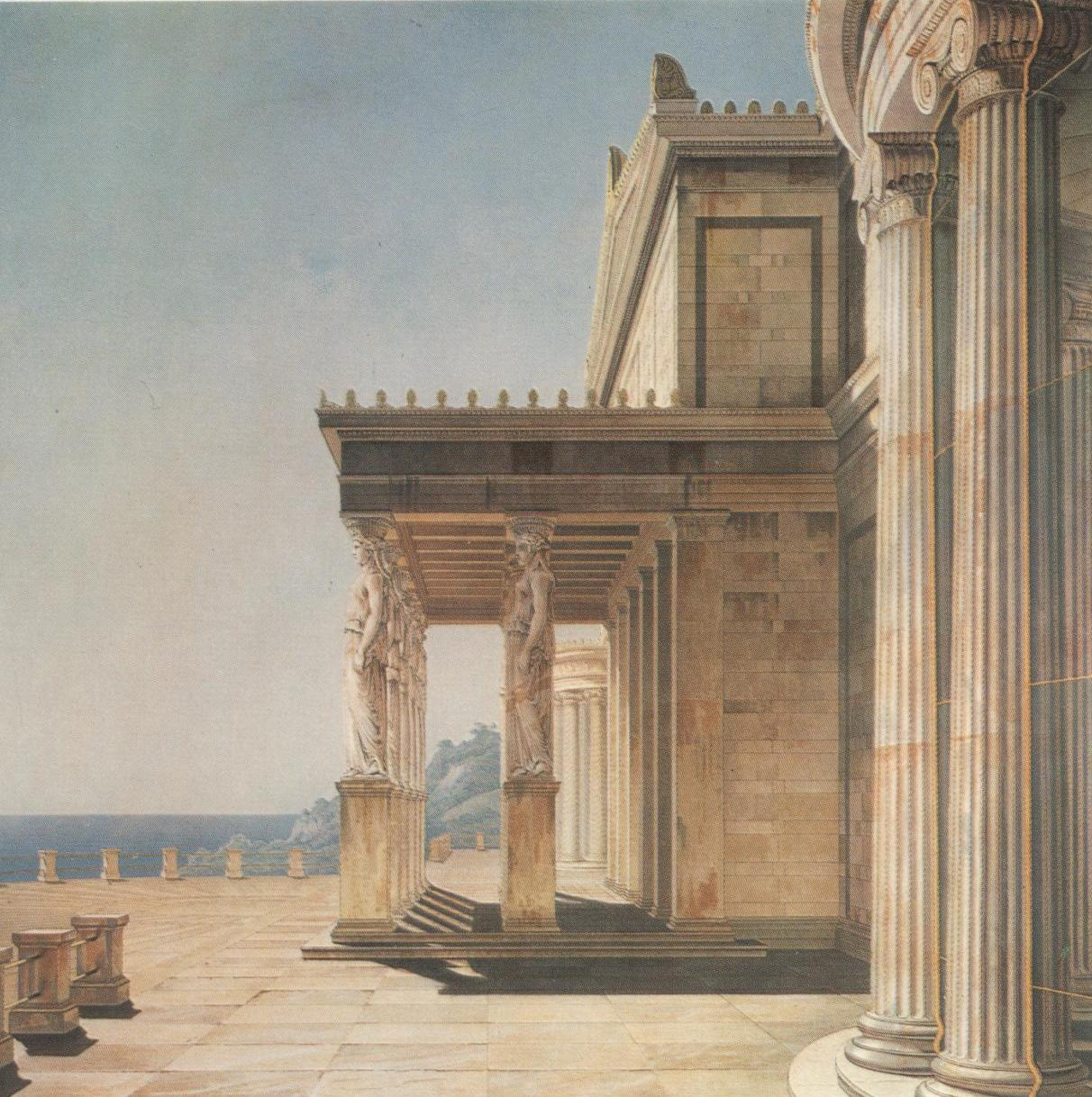
Дворец в Ореанде

Отмечалось также, что в образности романа реализовалось другое яркое детское воспоминание писателя. В автобиографической заметке Мережковский вспоминал о том, какое впечатление произвёл на него дворец в Ореанде в Крыму («Белые мраморные колонны на морской синеве — для меня вечный символ древней Греции»). Этот мотив, как отмечает Д. Магомедова, «почти дословно повторяет описание храма Афродиты, которым любуется Юлиан в IV главе романа» («Белый мрамор ионических колонн, облитый солнцем, с негой купался в лазури; и темная, теплая лазурь радовалась, обнимая этот мрамор, холодный и белый как снег»).

## Персонажи романа

### Главные герои
- Юлиан, римский император Юлиан II
- Галл, брат Юлиана
- Констанций, римский император Констанций II
- Арсиноя, дочь римского сенатора
- Мирра, сестра Арсинои
- Анатолий, друг Арсинои
- Аммиан Марцеллин, историк, друг Арсинои
- Ямвлик, философ-неоплатоник (Ямвлих)
- Максим Эфесский, философ-неоплатоник, последователь Ямвлиха

### Другие персонажи
- Публий Оптатиан, поэт
- Олимпиодор, языческий жрец
- Амариллис, дочь Олимпиодора
- Марк Скудило, римский военный трибун
- Ногодарес, персидский бродячий астролог
- Гортензий, римский сенатор
- Василий из Назианза, христианский церковный деятель, прототип Василий Великий
- Григорий из Цезареи, христианский церковный деятель, прототип Григорий Богослов
- Орибазий, врач Александрийской школы
- Евтропий, арианский учитель богословия
- Мардоний, евнух, учитель греческой литературы
- Лампридий, учитель красноречия
- Мамертин, римский оратор, возможный прототип Клавдий Мамертин
- Иларий, пиктавийский епископ, прототип Иларий Пиктавийский
- Дидим, старец, прототип Дидим Слепец
- Арагарий, сармат на римской службе
- Стромбик, сириец на римской службе

## Успех романа
Роман «Юлиан Отступник» заинтересовал как широкие круги читателей, так и литературную критику. Последняя, усмотрев в молодом писателе «ницшеанца», тем не менее, признавала достоинства первого символистского исторического романа: блестящее знание эпохи, неизвестной, виртуозное владение языком. Всё это (как замечает биограф Ю. Зобнин) выгодно отличало «Юлиана» «от исторической беллетристики той поры, ведущей своё начало от романов Данилевского».
Вскоре романом заинтересовались зарубежные издатели. Русская парижанка, горячая поклонница Мережковского, Зинаида Васильева в 1899 году перевела роман на французский и опубликовала его в «Journal des Debates» в 1900 году. Несколько месяцев спустя он вышел в Париже отдельным изданием, положив начало европейской славе Мережковского.

## Критика
Современные Мережковскому критики обнаружили в романе отзвуки ницшеанства, проявившиеся, в частности, в нежелании считаться с заповедями традиционной, христианской морали.
Впоследствии эту мысль развил И. А. Ильин, пристрастно и очень последовательно проанализировавший романы Мережковского:

Ложное истинно. А истинное ложно. Это — диалектика? Извращенное нормально. Нормальное извращенно. Вот искренно верующая христианка — от христианской доброты она отдается на разврат конюхам. Вот христианский диакон, священнослужитель алтаря — он мажет себе лицо, как публичная женщина, и постоянно имеет грязно-эротические похождения в цирке. Вот распятие — тело Христа, а голова ослиная. Вот святой мученик — с дикой руганью он плюет в глаза своим палачам. Вот христиане, которые только и думают о том, как бы им вырезать всех язычников. Христос тождествен с языческим богом Дионисом. Верить можно только в то, чего нет, но что осуществится в будущем. Преступное изображается как упоительное… Вот девушку вкладывают в деревянное подобие коровы и отдают в таком виде быку — это мистерия на Крите, предшествующая Тайной Вечере христианства. Ведьмовство смахивает на молитву; молитва — на колдовское заклинание. Христос — Митра. Зло есть добро. И все это высший гнозис. А откровение божественное призвано давать людям сомнение… Искусство это? Но тогда это искусство, попирающее все законы художественного. Религия это? Нет — это скорее безверие и безбожие.

## Адаптации
В кино
Смерть богов (1916), режиссёр Владимир Касьянов.
Аудиокнига
Аудиоверсию книги исполнил Олег Федоров.
Драматургия
Дмитрий Мережковский адаптировал роман для театра, переработав его в драму «Юлиан-отступник» (1919).

## Переводы
- На английский язык роман был переведён:
  - Чарльзем Джонсоном (Charles Johnson) Переведённый роман опубликован под названием «Julian the Apostate» в 1899 году.
  - Гербертом Тренчем (Herbert Trench). Переведённый роман опубликован под названием «The Death of the Gods. Julian the Apostate» в 1901 году.
- На французский язык роман был переведён Jacques Sorrèze (1867–1923). Переведённый роман опубликован под названием «La mort des dieux : le roman de Julien l'Apostat» в 1900 году.
- На польский язык роман был переведён Йозефом Чекальским (Józef Czekalski). Переведённый роман опубликован под названием «Julian Apostata» в 1901 году.

## Связанные статьи
- Христос и Антихрист (трилогия)
- Воскресшие боги. Леонардо да Винчи (роман)
- Пётр и Алексей (роман)
- Алтарь Победы (роман)